# Leatherface
Leatherface är huvudantagonisten i Motorsågsmassakern-serien. Han bär en mask av människohud (därav namnet) och bedriver mord och kannibalism, tillsammans med sin familj. Han anses av många vara en av de första slasherfilmskurkarna, tillsammans med Michael Myers och Norman Bates. Leatherface visade sig först i seriens första film, Motorsågsmassakern (1974), och återkom i de fem uppföljarna och nyinspelningarna. Den Wisconsin-födda mördaren Ed Gein var en inspiration för karaktären.

## Originalserien
Originalfilmen visade aldrig Leatherface utan någon av hans ansiktsmasker på. Han skiljer sig från andra skräckfilmsmördare, då han inte porträtteras som en sadist eller våldtäktsman, utan som intellektuellt funktionsnedsatt. Leatherface blir tillsagd av sin familj att mörda. Gunnar Hansen har sagt att "han är helt under kontroll av sin familj. Han gör vad de vill att han gör. Han är lite rädd för dem".
Den enda person Leatherface stött på och visat tycke och barmhärtighet för (förutom sina familjemedlemmar) är Vanita "Stretch" Brock, den kvinnliga huvudpersonen från Motorsågsmassakern 2. I början av filmen ska Leatherface och hans bror Chop Top mörda Stretch och hennes kollega för att de av misstag spelat in och blivit vittne till ett dubbelmord som Sawyer-familjen begått. Istället blir Leatherface förälskad i Stretch och säger till sin bror att hon är död, när hon i själva verket lever. Senare i filmen hittar Leatherface Stretch när hon har tagit sig in i familjens tillhåll, men istället för att döda henne klär han en av sina masker över hennes ansikte för att hon inte ska bli upptäckt av de övriga familjemedlemmarna.
Leatherface visar också tecken på att han är förståndshandikappad, och egentligen väldigt rädd för både sina bröder och ungdomarna som kommer oinbjudna till hans hus. Gunnar Hansen som spelade Leatherface i originalfilmen har berättat att han förberedde sig inför rollen genom att gå till en skola för utvecklingsstörda och iaktta hur de rörde sig och kommunicerade.
Det är oklart när Bubba Sawyer är född, men han och hela Sawyer-familjen utplånas 1986 i slutet av Motorsågsmassakern 2 när Drayton detonerar en handgranat efter att Lefty (Dennis Hopper), farbror till Sally och Franklin från första filmen, anfallit familjens tillhåll och skadat flera av familjemedlemmarna svårt.

## Nyinspelningen
I nyinspelningen och dess "uppföljare" framgår det att Thomas Brown Hewitt föddes 1939 av en anställd på det lokala slakteriet, men lämnades att dö i en soptunna på grund av sin medfödda hudsjukdom. Där hittar sedan Luda May Hewitt honom och tar med honom hem. Han växer sedan upp tillsammans med Luda May och hennes make Charlie, som är en Korea-veteran som tvingades till kannibalism efter sin tid som krigsfånge. Thomas blir hela tiden mobbad och utstött av andra barn under sin uppväxt och allt slår till slut över för honom 1969 när slakteriet läggs ner. Han slår ihjäl slakterichefen och tar en motorsåg med sig. En annan anställd på slakteriet larmar polisen som åker och hämtar Thomas förmyndare Charlie. När Winston Hoyt (som är den enda polisen kvar i kommunen) försöker arrestera Thomas blir han skjuten av Charlie Hewitt som sedan tar hans uniform, polisbil och identitet.